# Rock Valley (Iowa)
Rock Valley es una ciudad ubicada en el condado de Sioux en el estado estadounidense de Iowa. En el Censo de 2010 tenía una población de 3354 habitantes y una densidad poblacional de 395,78 personas por km².

## Geografía
Rock Valley se encuentra ubicada en las coordenadas 43°12′17″N 96°17′33″O / 43.20472, -96.29250. Según la Oficina del Censo de los Estados Unidos, Rock Valley tiene una superficie total de 8.47 km², de la cual 8.34 km² corresponden a tierra firme y (1.56%) 0.13 km² es agua.

## Demografía
Según el censo de 2010, había 3354 personas residiendo en Rock Valley. La densidad de población era de 395,78 hab./km². De los 3354 habitantes, Rock Valley estaba compuesto por el 92.22% blancos, el 0.27% eran afroamericanos, el 0.03% eran amerindios, el 0.39% eran asiáticos, el 0.03% eran isleños del Pacífico, el 5.84% eran de otras razas y el 1.22% pertenecían a dos o más razas. Del total de la población el 12.19% eran hispanos o latinos de cualquier raza.